# 팁 (영화)
"팁"은 1988년에 개봉한 대한민국의 영화이며 우연희(본명 심은우)(영자 역)가 여고 졸업반의 신분으로 해당 영화를 통해 배우 데뷔했으나  고등학생이 성인영화에 출연했다는 이유로 일부 여론에 떠밀려 대학 입시에도 불이익을 당하는 등 마음의 상처를 입기도 했다.

## 캐스팅
- 우연희 : 영자 역
- 박영규 : 장호 역
- 민복기 : 미숙 역
- 박미향 : 지혜 역
- 송재호
- 김형자
- 전호진
- 남수정
- 서경선
- 심미숙
- 윤종수
- 이정애
- 박광진
- 유명순
- 오희찬
- 이숙희
- 권일정
- 박부양
- 남포동
- 길달호
- 박동룡
- 이석구
- 신찬일
- 김유행
- 정영국
- 홍성연
- 이성은
- 허남성
- 이상아